# Emmet County (Michigan)
Emmet County is een county in de Amerikaanse staat Michigan.
De county heeft een landoppervlakte van 1.212 km² en telt 31.437 inwoners (volkstelling 2000). De hoofdplaats is Petoskey.

## Bevolkingsontwikkeling

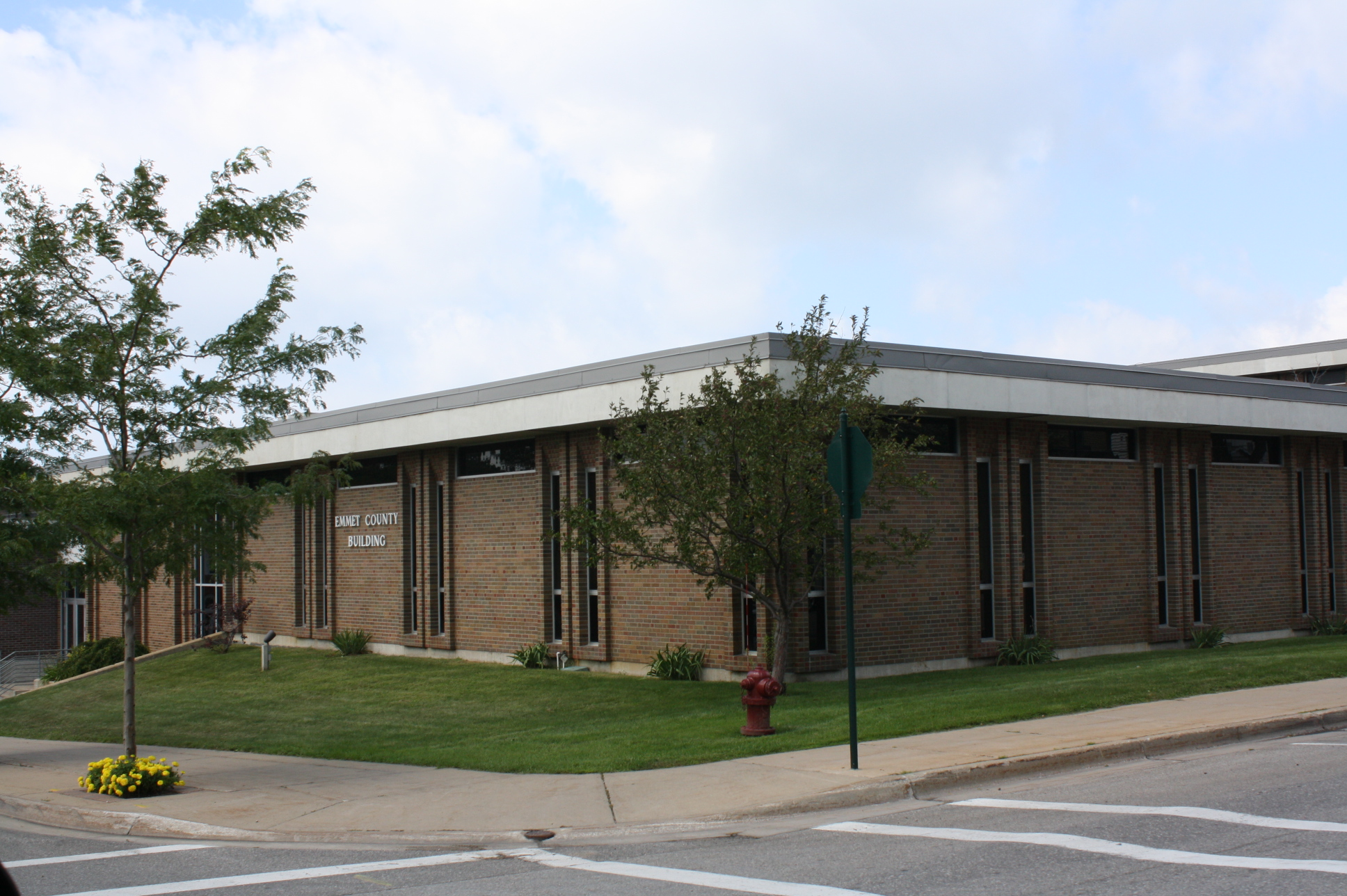
Emmet County Building